# 가셰 박사의 초상

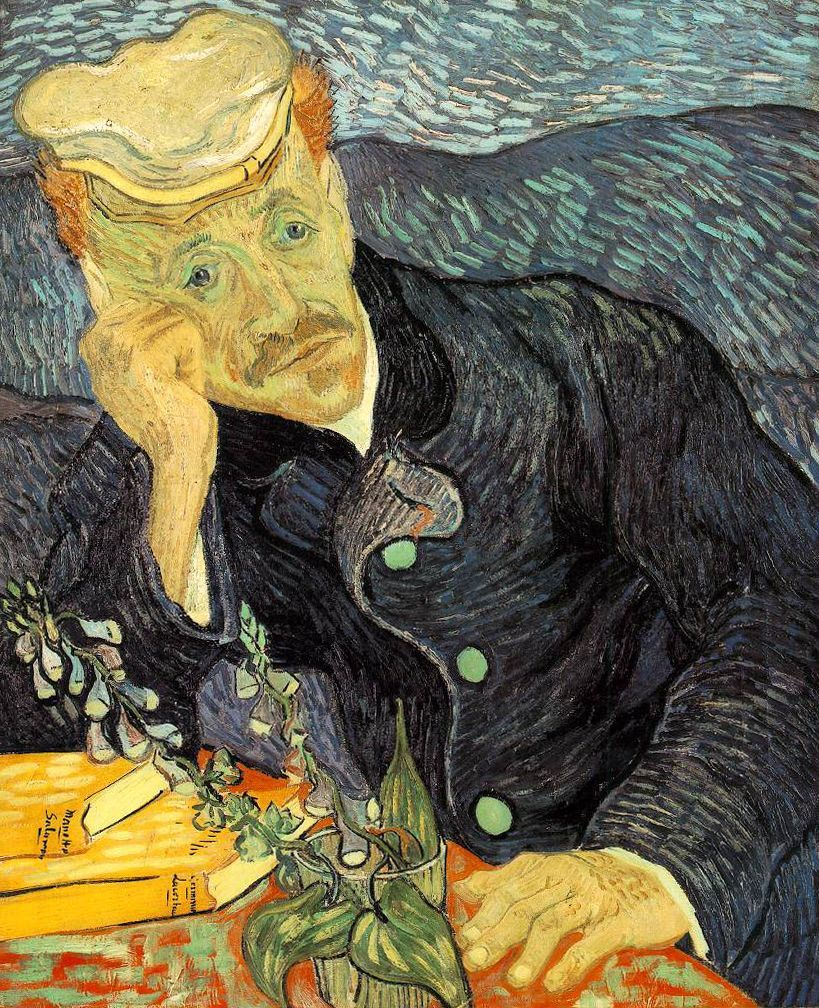
《가셰 박사의 초상 (첫째 판)》
빈센트 반 고흐, 1890년
캔버스에 유화, 67 × 56 cm
개인 소장

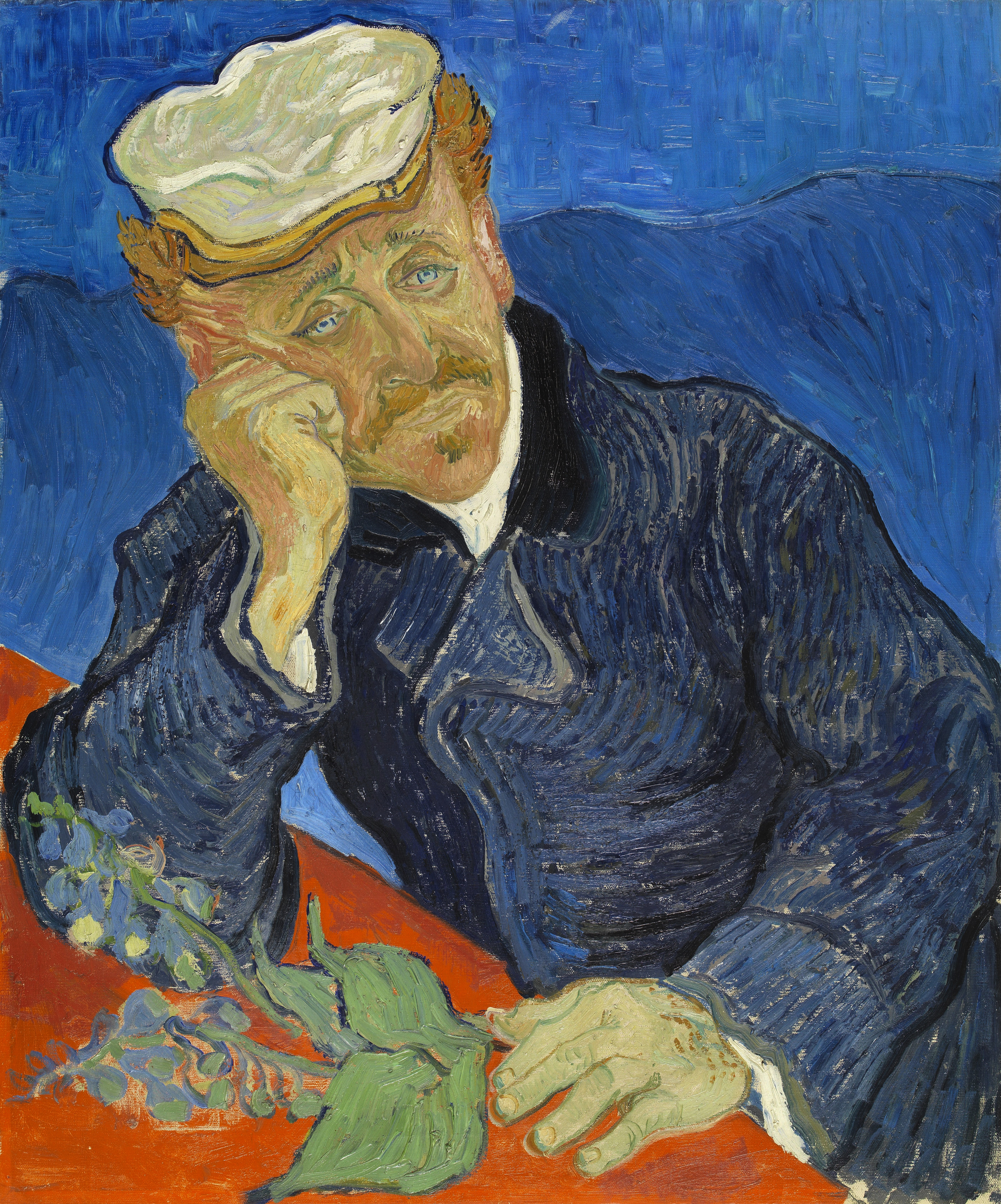
《가셰 박사의 초상 (둘째 판)》
빈센트 반 고흐, 1890년
캔버스에 유화, 67 × 56 cm
파리시, 오르세 미술관

《가셰 박사의 초상》(Portret van Dr. Gachet), 혹은 《의사 가셰의 초상》은 네덜란드의 화가 빈센트 반 고흐가 그린 유화 그림이다.
이 그림은 두 가지 판이 있는데, 두 작품 모두 반 고흐 생애의 마지막 달인 1890년 6월에 완성되었으며 고흐의 주치의였던 폴 가셰 박사의 초상화이다. 두 그림 모두 폴 가셰 박사가 오른쪽 팔에 머리를 괴고 몸을 기울여 탁자에 앉아 있다.
첫째 판 그림은, 1990년에 일본 다이쇼와제지 명예회장 사이토 료에이에게 8,250만 달러에 팔려 미술품 경매 사상 최고가 기록을 세웠다.

## 내력
이 초상화는 파리 근교의 오베르쉬르우아즈에서 그려졌다. 그림 속의 가셰 박사는 현삼과 식물인 디기탈리스(digitalis)를 들고 있다. 박사는 죽기 전의 고흐를 잘 돌봤으며, 그림 그리기가 취미여서 고흐에게 좋은 친구가 되었다. 디기탈리스는 심장의 통증을 치료하는 강심제(强心劑)의 재료가 되므로 가셰 박사를 상징한다.
이 무렵 고흐는 동생에게 보낸 편지에서 이 그림에 대해 이렇게 썼다.
| “ | 가셰 박사 초상을 우울한 모습으로 보이게 마쳤어. 누가 보면 인상 쓰고 있다고 느껴질 정도야… 슬프지만 점잖고, 아직 명석하고 지적이게. 얼마나 많은 초상화가 이렇게 되어야 했었나… 거기엔 현대의 정점이 있어. 오랫동안 지켜봐 왔던, 아마도 백년 후에도 고대하며 돌아보게 될. | ” |

## 첫번째 판 그림
1890년에 제작된 『가셰 박사의 초상』 첫 번째 작품은, 1990년 5월 뉴욕 크리스티 경매에서 8천 250만달러에 일본 다이쇼와제지의 명예회장 사이토 료에이에게 낙찰되었다. 이 기록은 당시 세계 최고가 판매 기록을 세웠다. 사이토 료에이는 자신이 죽으면 소장품인 이 그림과 함께 고흐와 르누아르의 그림 등을 함께 화장해달라는 유언을 남겼는데, 이후 전 세계 미술계의 반대로 1991년 5월 14일 발언을 취소한다는 성명을 발표했다. 사이토 회장은 이날 성명에서 "중국에는 진시황의 점토 병마와 명 13능이 있다. 나는 이런 것들을 염두에 두고 반 고흐와 르누아르에 대해 얘기하고 싶었다. 다시말해 단지 그 작품들을 영원히 간고픈 소원을 표현하고 싶었을 뿐"이라고 하였다. 사이토 료에이는 도쿄의 밀폐 보관실에 그림을 보관하였다. 이후, 이 그림은 미국인 수집가에게 4천 400만 달러에 팔렸으며 소유자는 공개나 전시를 원하지 않고 있다.
『가셰 박사의 초상』은 백년 동안 12명의 주인이 바뀌었으며, 제임스 패터슨(James Patterson)과 앤드루 그로스(Andrew Gross)가 쓴 범죄 소설 《Lifeguard (2005)》에서 중요한 구실을 한다.